# Antje Schneider
Antje Schneider (* 1971 in Leipzig) ist freie Autorin und Filmemacherin.

## Werdegang
Schneider studierte Betriebswirtschaft und arbeitet für den MDR als freie Autorin und Regisseurin. Sie war Teilnehmerin der Drehbuch-Autorenwerkstatt „Talente“ in Leipzig, des TP2-Talentpools und der Masterclass Non-Fiction an der Internationalen Filmschule Köln. 2005 erhielt sie ein Stipendium für die Drehbuchwerkstatt an der Hochschule für Fernsehen und Film München.
Ihr Debütfilm Die schöne Krista (2013) war in der Vorauswahl zum Deutschen Filmpreis 2014 und erhielt eine Nominierung für den Grimme-Preis 2016. Mit ihrem Film Vier Sterne Plus erhielt sie eine Einladung in den Dokumentarfilm-Wettbewerb des Filmfestival Max Ophüls Preis 2022.

## Dokumentarfilme
- 2005: Seit ich sie zuerst sah
- 2013: Die schöne Krista
- 2020: 1945: Unsere Städte – Wiederaufbau
- 2022: Vier Sterne Plus